# Xã Colfax, Quận Huron, Michigan
Xã Colfax (tiếng Anh: Colfax Township) là một xã thuộc quận Huron, tiểu bang Michigan, Hoa Kỳ. Năm 2010, dân số của xã này là 1.884 người.